# Mostecký FK
Mostecký FK byl fotbalový klub z Mostu. Byl založen v roce 1992, zanikl v roce 2020.

## Historie
Mostecký fotbalový klub o.p.s. byl založen v roce 1992 jako Fotbalová škola Most, zanedlouho změnil jméno na EKO Most, poté FK TOROL Most a dnes Mostecký fotbalový klub o.p.s.
Mezi 2004 – 2008 úzce spolupracoval s FK Teplice na výchově mládeže. Po roce 2008 namísto Teplic začal spolupracovat s FK SIAD Most, načež v roce 2009 do tohoto klubu přešla veškerá mládež MFK.
K obnově klubu došlo v roce 2011, kdy se pod vedením Jiřího Kroužka, přestěhoval do fotbalového areálu v Čepirozích. Od roku 2012 je majitelem klubu město Most a do klubu přešla i veškerá mládež z klubu FK Baník Souš.
V roce 2016 zkrachoval v té době největší mostecký fotbalový klub, FK Baník Most 1909. MFK od něj odkoupil práva na působení v Divizi, tedy čtvrté nejvyšší české fotbalové soutěži. O rok později pak po špatných výsledcích sestoupil do krajského přeboru.

## Nejznámější odchovanci
Nejznámějším odchovancem klubu je Jan Kovařík.

## Umístění v jednotlivých sezonách
Legenda: Z – zápasy, V – výhry, R – remízy, P – porážky, VG – vstřelené góly, OG – obdržené góly, +/- – rozdíl skóre, B – body, červené podbarvení – sestup, zelené podbarvení – postup, fialové podbarvení – reorganizace, změna skupiny či soutěže
| Česko (2016 – ) |                        |        |    |    |    |    |    |    |    |     |    |        |
| Sezóny          | Liga                   | Úroveň | Z  | V  | VP | PP | P  | VG | OG | +/- | B  | Pozice |
| 2016/17         | Divize B               | 4      | 30 | 8  | 1  | 6  | 15 | 42 | 68 | -26 | 32 | 14.    |
| 2017/18         | Přebor Ústeckého kraje | 5      | 30 | 17 | 0  | 1  | 12 | 75 | 64 | +11 | 52 | 1.     |
| 2018/19         | Divize B               | 4      | 30 | 7  | 1  | 4  | 18 | 47 | 77 | -30 | 27 | 16.    |
| 2019/20         | Přebor Ústeckého kraje | 5      | 16 | 8  | 0  | 5  | 3  | 34 | 23 | +11 | 29 | 4.     |

Poznámky:
- 2016/17: Práva na působení v Divize B získala odkupem od FK Baník Most 1909.
- 2017/18: Postup do Divize B
- 2018/19: Po jednom stráveném ročníku v Divizi B následuje opětovný sestup do Přeboru Ústeckého kraje.

## Historické názvy
- FŠ Most (Fotbalová škola Most)
- EKO Most
- FK Torol Most (Fotbalový klub TOROL Most)
- Mostecký FK (Mostecký fotbalový klub )